# Rock the Nations
Rock the Nations – ósmy album studyjny heavymetalowego zespołu Saxon wydany 13 października 1986 roku przez wytwórnię EMI.

## Lista utworów
1. „Rock the Nations” – 4:41
2. „Battle Cry” – 5:26
3. „Waiting for the Night” – 4:52
4. „We Came Here to Rock” – 4:19
5. „You Ain't No Angel” – 5:29
6. „Running Hot” – 3:36
7. „Party til You Puke” – 3:26
8. „Empty Promises” – 4:11
9. „Northern Lady” – 4:43

## Twórcy
| Saxon w składzie - Biff Byford – wokal, gitara basowa - Graham Oliver – gitara - Paul Quinn – gitara - Nigel Glockler – perkusja | Gościnnie - Elton John – pianino (7, 9) Personel - Gary Lyons – producent - Paul Raymond Gregory – projekt graficzny |